# Сто до одного
Сто до одного (рос. Сто к одному, англ. Hundred to one) — російська телегра, аналогічна американській грі Family Feud. Прем'єра відбулась 8 січня 1995 року на телеканалі НТВ, пізніше переїхала на МТК, а згодом до каналу ТВ Центр.
10 жовтня 1998 року і досьогодні програма виходить в ефір щотижня щонеділі о 12:20 за московським часом на телеканалі Росія-1. Впуск програми (разом з рекламними блоками) триває 55 хвилин. Попередні випуски, з 2000 по 2011 роки, транслюються щодня каналом «Запитань та відповідей». Постійний ведучий — Олександр Акопов. З 8 січня 1995 по 9 жовтня 2022 року - Олександр Гуревич.